# José María López
José María López est un pilote automobile argentin né le 26 avril 1983. En 2014, pour sa première saison complète en WTCC, il est sacré champion du monde, une performance qu'il réédite en 2015 et 2016.

## Biographie
José María López découvre la course automobile avec le karting. 2e en 1996 du championnat junior de karting argentin, il est titré deux années consécutives dans ce même championnat en 1997 et 1998.
En 2000 et 2002, il participe au championnat Formule Renault Italienne. Lors de l'édition 2002, il est à égalité de points avec Robert Kubica avant la dernière course de la saison. Il dépasse le Polonais dans le dernier tour et remporte le championnat. À la suite de ce titre, Renault le recrute au sein du Renault Driver Development.
En 2001, 2002 et 2003, il participe au championnat Eurocup Formule Renault et remporte le championnat en 2003 avec l'écurie DAMS et cinq victoires. José Maria Lopez participe au championnat F3000 en 2004 qu'il termine à la 6e place.

### 2005-2006: GP2
En 2005, Lopez s'engage avec DAMS dans le nouveau championnat GP2 Series. Il termine 2e de la 1re course de la saison et gagne la course de Barcelone. À l'issue de la saison, il se classe 9e du classement des pilotes. En 2006, il rejoint l'écurie Super Nova Racing et termine le championnat à la 10e place.

### Renault F1 Team
En 2006, José María López devient pilote d'essais pour le Renault F1 Team. Il espère alors obtenir une place de titulaire mais en 2007, l'écurie française lui préfère Nelsinho Piquet pour la saison 2008 de F1 et il n'est pas conservé au sein du RDD.

### Supertourisme en Argentine

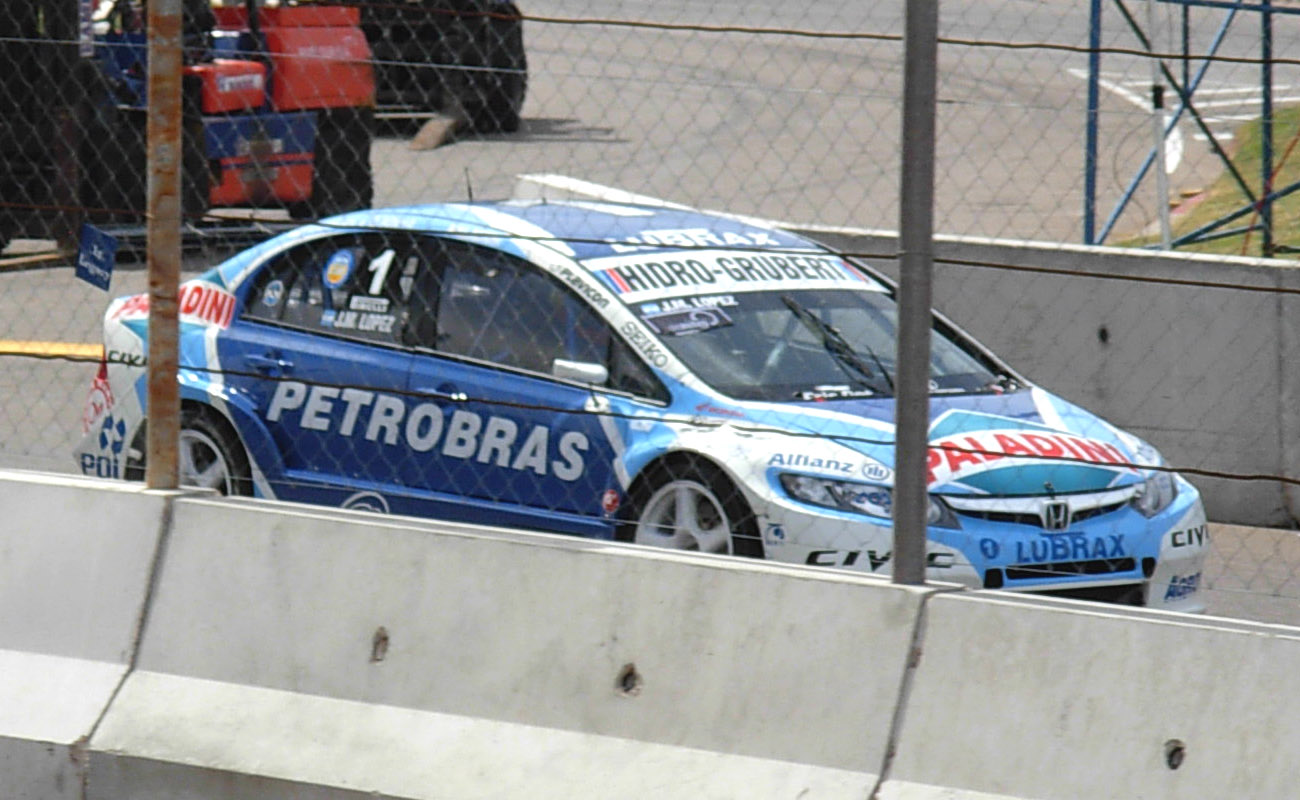
José María López lors du Turismo Competición 2000 en 2010.

Depuis 2007, il est revenu en Argentine pour courir en TC2000, un championnat de super-tourisme très populaire dans le pays. Il y remporte le titre à deux reprises, en 2008 et 2012. Il a participé à quelques courses de FIA GT en 2008 au sein de l'écurie ACA Argentina.
Le 21 novembre 2009, il signe un contrat de pilote-payant avec la nouvelle équipe de Formule 1 USF1 pour participer au championnat 2010 s'il parvient à réunir un budget de 8 millions de dollars. Après plusieurs mois d'incertitudes quant à sa présence sur la grille de départ en 2010, il est enfin officialisé  le 25 janvier 2010. López a ainsi bénéficié d'une aide d'1,4 million d'euros de l'État argentin et de six entreprises. Mais à la suite du renoncement de l'écurie USF1, il perd une occasion de débuter dans le championnat du monde de Formule 1 2010.

### WTCC

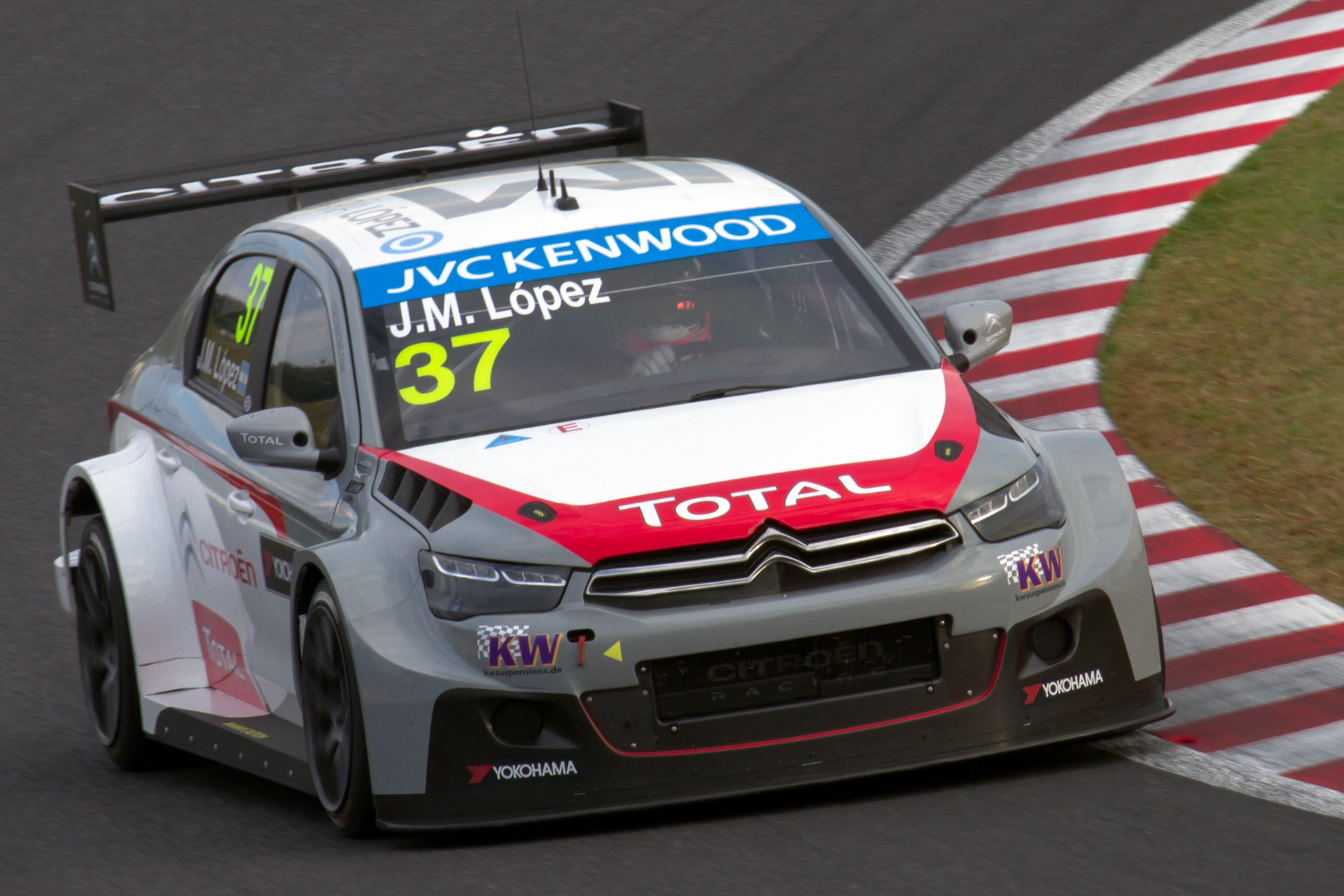
José María López a été couronné champion WTCC 2014 avec Citroën, devant Yvan Muller 2e et Sébastien Loeb 3e.

En 2013, il participe pour la première fois de sa carrière à une manche du WTCC avec l'écurie Wiechers-Sport sur le circuit de Termas de Rio Hondo, chez lui en Argentine. Il réalise une très belle performance en terminant 5e de la course 1 et surtout remporte la victoire en course 2. C'est lors de cette course qu'il est repéré par Yves Matton, le patron de Citroën Racing.
En 2014, il participe comme pilote Citroën sur la C-Élysée en WTCC avec Sébastien Loeb et Yvan Muller.
Lors de la première manche de la saison, au Maroc, il signe la pole position, remporte la Course 1 et se classe deuxième de la Course 2 derrière Sébastien Loeb. Pour le deuxième rendez-vous de la saison, en France, il se classe 4e de la Course 1 puis remporte la Course 2. En Slovaquie, pour la quatrième épreuve du calendrier, il réalise la pole position.
Lors de l'étape argentine du WTCC, López réalise devant son public le week-end parfait : il signe le meilleur temps des qualifications, puis remporte les deux courses.
Il est finalement sacré champion du monde à la fin de la saison 2014, et l'est à nouveau en 2015 et 2016.

### 2016-2019: Formule E

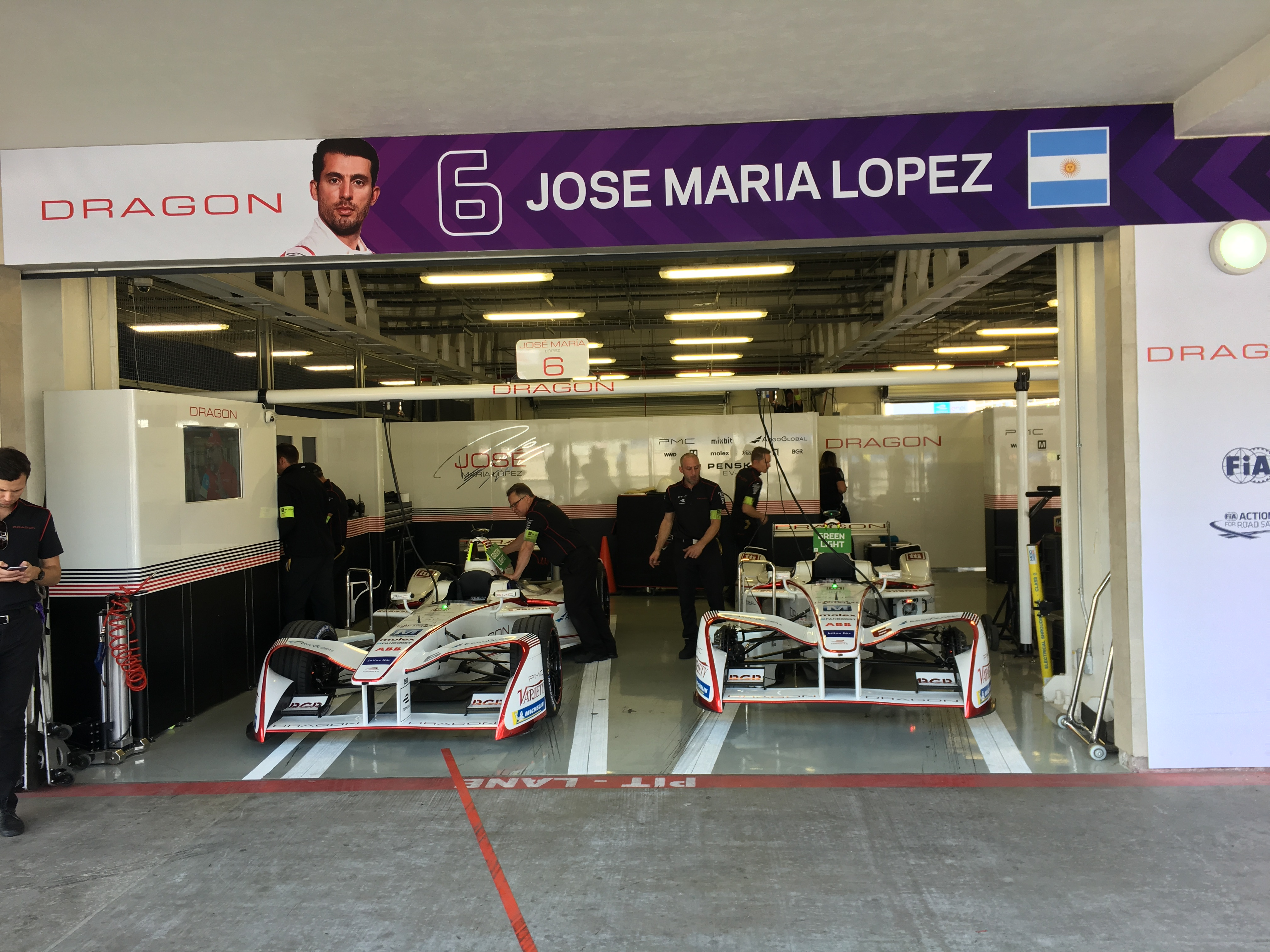
José Maria Lopez dans les box au eprix du Mexique (2017)

À la suite du désengagement de Citroën en WTCC, le pilote argentin disputera la saison 3 de Formule E, en 2016-2017, au sein de l’écurie franco-britannique DS Virgin Racing, remplaçant ainsi Jean-Éric Vergne .
Il parvient à monter sur le podium à Paris et lors de la dernière course à Montréal. Alors qu'il devait quitter le championnat en fin de saison, il est reconduit par Dragon Racing à partir du troisième eprix de la saison 2017-2018, puis pour la saison 2018-2019 avec un nouveau coéquipier, à savoir l'allemand Maximilian Günther.

### Depuis 2017: Championnat du monde d'Endurance FIA
En 2020, il remporte le championnat du monde d'endurance FIA 2019-2020 avec Mike Conway et Kamui Kobayashi au sein du Toyota Gazoo Racing.
En 2021, il remporte la 89e édition des 24 Heures du Mans.

## Palmarès
- 1996 : Karting Junior Argentine, 2e
- 1997 : Karting Junior Argentine, champion
- 1998 : Karting Junior Argentine, champion
- 2000 : Italie, champion
- 2001 : Eurocup Formule Renault, 17e
- 2002 : Championnat d'Italie de Formule Renault, champion (4 victoires)
  - Eurocup Formule Renault, 4e (1 victoire)
- 2003 : Formula Renault V6, champion avec DAMS (5 victoires)
- 2004 : Formule 3000, 6e avec BCN
- 2005 : GP2 Series, 9e avec DAMS
- 2006 : GP2 Series, 10e avec Super Nova
- 2007 : TC2000 Argentin, 5e (3 victoires) 
  - 12 heures de Sebring, abandon
- 2008 : TC2000 Argentin, champion (4 victoires)
  - 4 courses en FIA GT
- 2009 : TC2000 Argentin, champion (4 victoires)
  - Turismo Carretera, vice-champion (2 victoires)
- 2010 : TC2000 Argentin, 6e (1 victoire)
- 2011 : TC2000 Argentin, 5e (3 victoires)
  - Turismo Carretera, 4e (1 victoire)
- 2012 : Super TC2000 Argentin, champion (4 victoires)
- 2013 : WTCC (1 victoire)
- 2014 : Champion du monde WTCC avec Citroën Racing
- 2015 : Champion du monde WTCC avec Citroën Racing
- 2016 : Champion du monde WTCC avec Citroën Racing
- 2016-2017 : Formule E, 9e
- 2017-2018 : Formule E, 17e
  - WEC, 6e
- 2018-2019 : Formule E, 19e
  - WEC, 2e (2 victoires)
- 2019-2020 : WEC, 1er (3 victoires)
- 2021 : WEC, 1er (3 victoires)
- 2022 : WEC, 3e (2 victoires)
- 2023 : WEC, 2e (3 victoires, saison en cours)

### 24 Heures du Mans
| Année | Team                | Coéquipiers                    | Voiture             | Cat.     | Tours | Position générale | Position catégorie |
| ----- | ------------------- | ------------------------------ | ------------------- | -------- | ----- | ----------------- | ------------------ |
| 2017  | Toyota Gazoo Racing | Nicolas Lapierre Yuji Kunimoto | Toyota TS050 Hybrid | LMP1     | 160   | Abandon           |                    |
| 2018  | Toyota Gazoo Racing | Mike Conway Kamui Kobayashi    | Toyota TS050 Hybrid | LMP1     | 386   | 2e                | 2e                 |
| 2019  | Toyota Gazoo Racing | Mike Conway Kamui Kobayashi    | Toyota TS050 Hybrid | LMP1     | 385   | 2e                | 2e                 |
| 2020  | Toyota Gazoo Racing | Mike Conway Kamui Kobayashi    | Toyota TS050 Hybrid | LMP1     | 381   | 3e                | 3e                 |
| 2021  | Toyota Gazoo Racing | Mike Conway Kamui Kobayashi    | Toyota GR010 Hybrid | LMH      | 371   | 1re               | 1re                |
| 2022  | Toyota Gazoo Racing | Mike Conway Kamui Kobayashi    | Toyota GR010 Hybrid | LMH      | 380   | 2e                | 2e                 |
| 2023  | Toyota Gazoo Racing | Mike Conway Kamui Kobayashi    | Toyota GR010 Hybrid | Hypercar | 103   | DNF               | DNF                |
| 2024  | Toyota Gazoo Racing | Kamui Kobayashi Nyck de Vries  | Toyota GR010 Hybrid | Hypercar | 311   | 2e                | 2e                 |